# Читаоница врањска
Читаоница врањска основана је 20. јуна 1879. године по извештају окружног начелника. Већ у првој години постојања ова читаоница имала је 102 члана. Читаоница броји 30 читалачких места.

## Историјат
Прва читаоница у Врању је настала након годину дана по ослобођењу од Турака. О читаоници је веома мало податако сачувано, тако да је тешко реконструисати њено трајање и рад до краја 19. века. Читаоница је касније преименована у Врањску грађанску касину са читаоницом и књижницом. У 20. веку читаоница се развијала и омогућавала својим суграђанима да прате новине и часописе, да се образују и да присуствују разним културним мманифестацијама, као и да приређују концерте, забаве и заједничке излете.

## Фонд
Прва читаоница у Врању поседовала је 25 дела у 27 томова. Поседовала је и два портрета и то кнеза и кнегиње у великом формату.

### Периодика
Читаоница је била претплаћена на 24 листа и часописа, како домаћих тако и страних. Примала је 15 домаћих часописа, пет немачких, два бугарска, један турски и један француски.

#### Домаћа периодика
1. Глас Црногораца
2. Застава
3. Видело
4. Виенац
5. Застава
6. Исток
7. Јавор
8. Порота
9. Обзор
10. Отаџбина
11. Сељак
12. Србске новине
13. Српска зора
14. Српски лист
15. Тежак

#### Немачка периодика
1. Humoristische Blater
2. Über Land und Meer
3. Kikiriki
4. Politik
5. Tagblatt

#### Бугарска периодика
1. Восток
2. Витоша

#### Турска периодика
1. Vakit

#### Француска периодика
1. Republique franҫaise